# Onze-Lieve-Vrouw-Sterre-der-Zeekapel (Hellebroek)

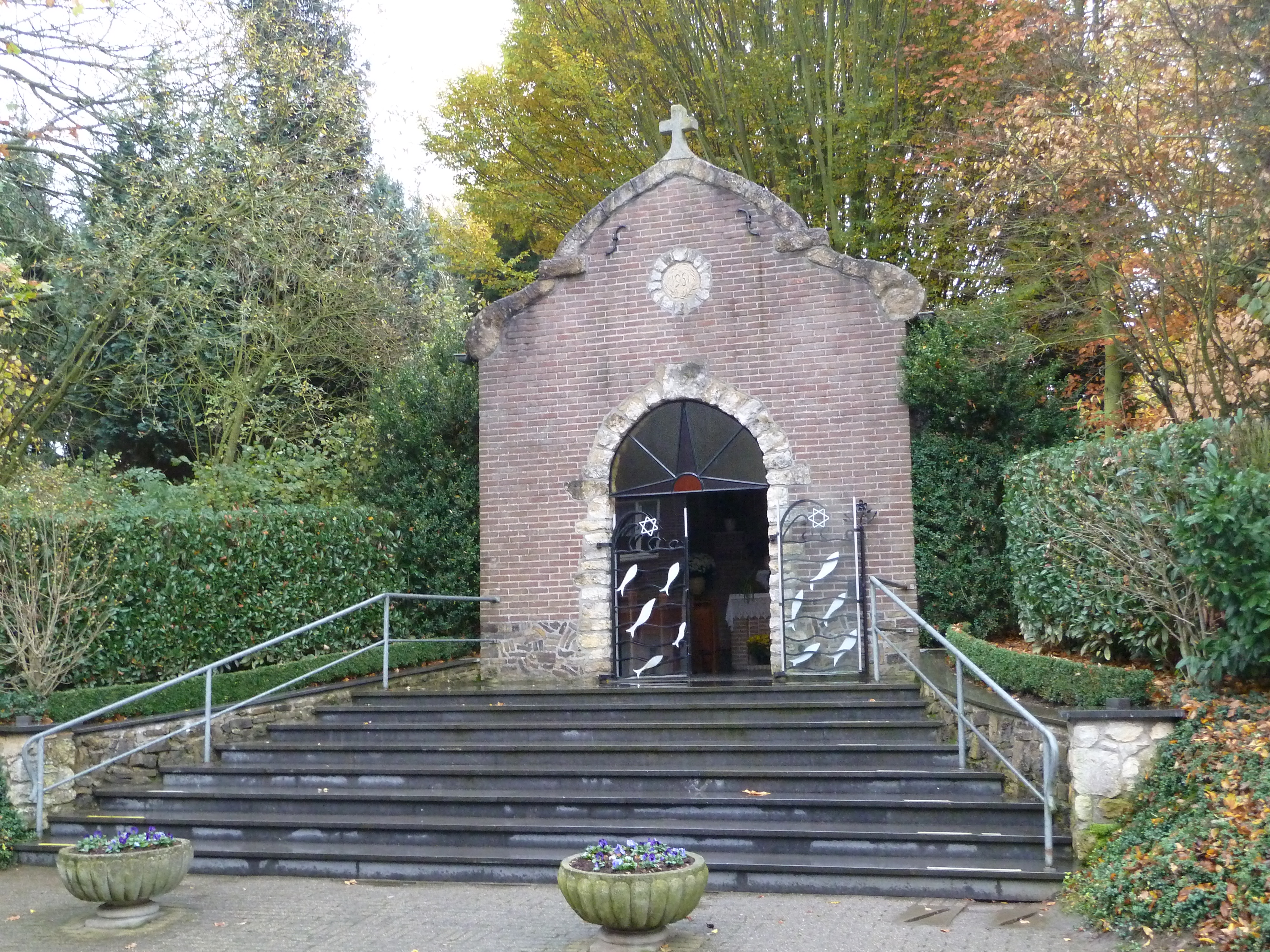
De kapel in Hellebroek

De Onze-Lieve-Vrouw-Sterre-der-Zeekapel, of simpelweg Mariakapel, is een kapel in Hellebroek bij Nuth in de Nederlands Zuid-Limburgse gemeente Beekdaelen. De kapel staat aan de straat Hellebroek.
De kapel is gewijd aan Maria, specifiek aan Onze-Lieve-Vrouw Sterre der Zee.

## Geschiedenis
In 1961 werd de kapel gebouwd.

## Bouwwerk
De bakstenen kapel staat op een verhoging (kapelberg) en is bereikbaar via een brede trap en een bordes en is gebouwd op een rechthoekig plattegrond onder een zadeldak. De frontgevel is een klokgevel waarbij de gevellijst in mergelsteen is uitgevoerd en bekroond wordt met een kruis. Hoog in de frontgevel is een cirkelvormige gevelsteen aangebracht waarin het jaartal 1961 gegraveerd staat en de gevelsteen wordt door mergelblokken omringd. In de frontgevel is de rondboogvormige toegang aangebracht, waarbij de booglijst in mergelsteen is uitgevoerd en de toegang wordt afgesloten met een ijzeren hek. Op het hek zijn twee witte zespuntige sterren aangebracht en tien witte vissen, die verwijzen naar de titel van Maria. Het bovenste deel van de toegang is een glas-in-loodraam en in de zijgevels zijn ook glas-in-loodramen aangebracht.
Van binnen is de kapel bekleed met baksteen onder een houten zadeldak. In de achterwand zijn drie rondboogvormige nissen gemetseld en tegen de achterwand is het altaar geplaatst. Op het altaar is voor de middelste nis het Mariabeeld geplaatst dat van de hand van Jean Weerts is. Het houten beeld toont Maria met op haar linkerarm het kindje Jezus, beide met kroon.